# 2021
Évszázadok: 20. század – 21. század – 22. század
Évtizedek: 1970-es évek – 1980-as évek – 1990-es évek – 2000-es évek – 2010-es évek – 2020-as évek – 2030-as évek – 2040-es évek – 2050-es évek – 2060-as évek – 2070-es évek
Évek: 2016 – 2017 – 2018 – 2019 –  2020 – 2021 – 2022 – 2023 – 2024 – 2025 – 2026
2020-hoz hasonlóan 2021 eseményeire is nagy befolyással volt a Covid19-pandémia, a fertőzöttek száma átlépte a 200 milliót és a halálos áldozatainak száma világszerte eléri a 3 milliót, de ebben az évben kezdődött meg szélesebb körben a vakcinák terjesztése. Sok világesemény, amit eredetileg 2020-ra terveztek, ebben az évben került megrendezésre, mint az olimpia, a paralimpia, a labdarúgó-Európa-bajnokság, a Copa América és a 2020-as világkiállítás.
Világszerte növekedni kezdett a polgári nyugtalanság, puccsokat vittek véghez Szudánban, Mianmarban, Maliban és Guineában is, míg az Egyesült Államokban és Örményországban megkísérelték. Augusztusban az utolsó amerikai katona is elhagyta Afganisztánt, véget vetve a közel két évtizedes háborúnak az országban, aminek a következtében a tálibok ismét hatalomra kerültek.
Az év őszétől Magyarországon erősödni kezdett az infláció.

## Események

### Január
- január 1.
  - Portugália tölti be az Európai Unió Tanácsának soros elnöki tisztét.[1]
  - Maia Sandu moldovai államfő Aureliu Ciocoi külügyminisztert nevezte ki – az előző év végén lemondott Ion Chicu helyett – az ügyvivő kormány élére.[2]
  - Gibraltár a schengeni övezet része lett.[3]
- január 5. – Szenátorválasztás Georgiában. (A választáson múlik az amerikai Szenátus republikánus többsége. Mivel a Képviselőház stabilan demokrata többségű, így a megválasztott Joe Biden elnök kezdő politikai mozgástere is itt dől el. Mindkét megválasztott szenátor Demokrata párti lett.)[4]
- január 6. – Trump-párti tüntetők elfoglalják a Capitoliumot, ahol a szenátus és a képviselőház közös ülése éppen hitelesíti a 2020-as amerikai elnökválasztás eredményét. Öt ember életét veszti a zavargásokban.[5]
- január 9. – Lezuhan a Sriwijaya Air Boeing 737-500-asa Indonéziában.
- január 13.
  - Pártjának korrupcióban való érintettsége miatt benyújtotta lemondását Jüri Ratas észt miniszterelnök.[6]
  - Az Amerikai Egyesült Államok Képviselőháza lázadásra való felbujtás vádjával eljárást indított Donald Trump elnök leváltására.[7]
- január 14. – Elnökválasztás Ugandában,[8] melyet az országot 1986 óta irányító Yoweri Museveni a voksok 58,64%-ával megnyert.[9]
- január 15. – Hollandiában lemond Mark Rutte miniszterelnök kormánya.[10]
- január 16. – A német Kereszténydemokrata Unió (CDU) Annegret Kramp-Karrenbauer helyére Armin Laschetet választotta a párt elnökének.[11]
- január 20. – Beiktatják hivatalába Joe Bident, az Amerikai Egyesült Államok 46. elnökét, valamint alelnökét, Kamala Harrist.[12]
- január 21. – Magyarország az Európai Unió első tagállamaként engedélyezi az orosz Szputnyik V Covid19-vakcinát.[13][14][15][16][17]
- január 24. – Portugáliában újraválasztják Marcelo Rebelo de Sousa hivatalban lévő elnököt.[18]
- január 25. – A megerősített koronavírusos esetek száma világszerte meghaladja a 100 milliót.[19]
- január 26.
  - Hivatalba lép Észtország első női miniszterelnöke, Kaja Kallas.[20]
  - Benyújtja lemondását Giuseppe Conte olasz miniszterelnök, mivel kormánya elveszítette a parlamenti többséget, miután a legkisebb koalíciós párt visszavonta minisztereit a kabinetből. (Lemondását Sergio Mattarella államfő elfogadta.)[21]

### Február
- február 1.
  - Katonai puccs Mianmarban. (Őrizetbe veszik a Nobel-békedíjas Aun Szan Szu Kji korábbi kormányfőt.)[22]
  - Magyarország – A Tolna megyei Paks tömegközlekedésének üzemeltetését a városi tulajdonú Paksi Közlekedési Kft. veszi át az állami Volánbusz Zrt-től.
- február 8. – A magyar kormány folytatólagosan újra vészhelyzetet hirdet a koronavírus-járvánnyal összefüggésben,[23] mely intézkedést az országgyűlés újfent meghosszabbít május 22-ig.[24] (A veszélyhelyzettel járó korlátozásokat 2020. november 11-től rendelték el.)[25]
- február 13. – Leteszi a hivatali esküt Olaszország új miniszterelnöke, Mario Draghi és kormánya. (Az Európai Központi Bank korábbi elnökének sikerült egységkormányt alakítania a fő politikai erőkkel és technokrata miniszterekkel. A legnagyobb parlamenti frakció, a populista Öt Csillag Mozgalom vezetője, Luigi Di Maio marad a külügyminiszter. A koalíciónak tagja a nacionalista Északi Liga és a balközép Demokrata Párt is.)[26]
- február 14.
  - Éjfélkor befejezi a sugárzást a 92,9-es frekvencián a Klubrádió. (A rádió továbbra is követhető az online térben.)[27]
  - Előrehozott parlamenti választást tartanak Koszovóban,[28] mely az Albin Kurti vezette Önrendelkezés nevű párt győzelmével zárul, azonban abszolút többséget az önálló kormány megalakításához nem szerez.[29]
- február 18. – Sikeresen leszáll a Marson a NASA Perseverance marsautója.[30]
- február 22. – Egy ENSZ-konvoj elleni, sikertelen emberrablási kísérlet során ismeretlen fegyveresek életveszélyesen megsebesítik Olaszország kinshasai nagykövetét, Luca Attanasiót a Kongói Demokratikus Köztársaság keleti részén fekvő Goma városánál, a Virunga Nemzeti Park területén. (A diplomatát egy gomai ENSZ-kórházba szállították, de már nem tudtak rajta segíteni, sérüléseibe belehalt. A támadásban rajta kívül még két fő, az őt szállító gépjármű sofőrje és egy, a kíséretéhez tartozó csendőr vesztette életét.)[31][32]
- február 25. – Puccskísérlet Örményországban.

### Március
- március 1. – A nigériai Ngozi Okonjo-Iwealát választják a Kereskedelmi Világszervezet (WTO) élére. (Személyében az első női, egyben az első afrikai főigazgató került a genfi székhelyű nemzetközi szervezet élére.)[33]
- március 3. – A Fidesz kilép az Európai Néppárt európai parlamenti frakciójából, miután a képviselőcsoport megszavazza alapszabályának módosítását (az alapszabály-módosítás lehetővé teszi egész delegációk kizárást és felfüggesztését a frakcióból, amit a Fidesz korábban ellenük intézett támadásként értékelt).[34][35][36]
- március 4. – Magyarországon, Gulyás Gergely bejelenti, hogy az operatív törzs a Covid-19 járvány harmadik hulláma miatt, az általános iskolák digitális oktatásra való átállásáról döntött. A digitális oktatás április 9-ig tart. Emellett az élelmiszerüzleteken, a patikákon, a drogériákon és a nemzeti dohányboltokon kívül minden üzletnek március 8-tól április 7-ig zárva kell tartania.
- március 5–8. – Nedzsef, Ur, Moszul, Erbíl és Karakos érintésével négynapos látogatást tesz Irakban Ferenc pápa. (Katolikus egyházfő először utazott az 1932-ben létrejött muszlim országba, hogy támogatást nyújtson az ott élő keresztény közösségnek. A látogatás során felkereste a 90 éves Ali al-Szisztáni nagyajatollahot, a legfőbb síita vallási méltóságot a barátság, a kölcsönös tisztelet és a vallási közösségek közötti párbeszéd jegyében.)[37][38]
- március 11. – A Christie’s Aukciósház a Beeple nevű alkotó Mindennapok (Everydays) – Az első 5000 nap című alkotását 69 millió amerikai dollárért adja el, ami ezzel a világ valaha volt legdrágább digitális képévé vált.[39][40]
- március 17.
  - Általános választás Hollandiában, melyen a Mark Rutte miniszterelnök vezette kormánypárt, a konzervatív-liberális Szabad Demokrata Néppárt (VVD) szerzi meg a legtöbb szavazatot.[41]
  - A Norvég Tudományos Akadémia Lovász Lászlónak, a Magyar Tudományos Akadémia (MTA) volt elnökének és Avi Wigdersonnak, a princetoni Fejlett Tanulmányok Intézete (USA) munkatársának ítéli oda az Abel-díjat „meghatározó jelentőségű munkásságukért az elméleti számítógép-tudomány és a diszkrét matematika terén és szerepükért abban, hogy ezek a modern matematika központi területeivé válhattak”.[42]
- március 23. – Előrehozott választás Izraelben. (Két éven belül immár a negyedik.[43] A 2009 óta hatalmon lévő Benjámín Netanjáhú kormányfő vezetett jobboldali Likud kapta a legtöbb szavazatot, 30 mandátumot szerezve a 120 fős kneszetben, ami kevés a kormányalakításhoz.)[44]
- március 30. – Lemond a szlovák kormányfő, Igor Matovič, és a kormány irányítását pártja, az Egyszerű Emberek és Független Személyiségek (OĽaNO) által delegált pénzügyminiszterére, Eduard Hegerre ruházza, ő maga pedig átveszi egykori beosztottja helyét.[45]

### Április
- április 1.

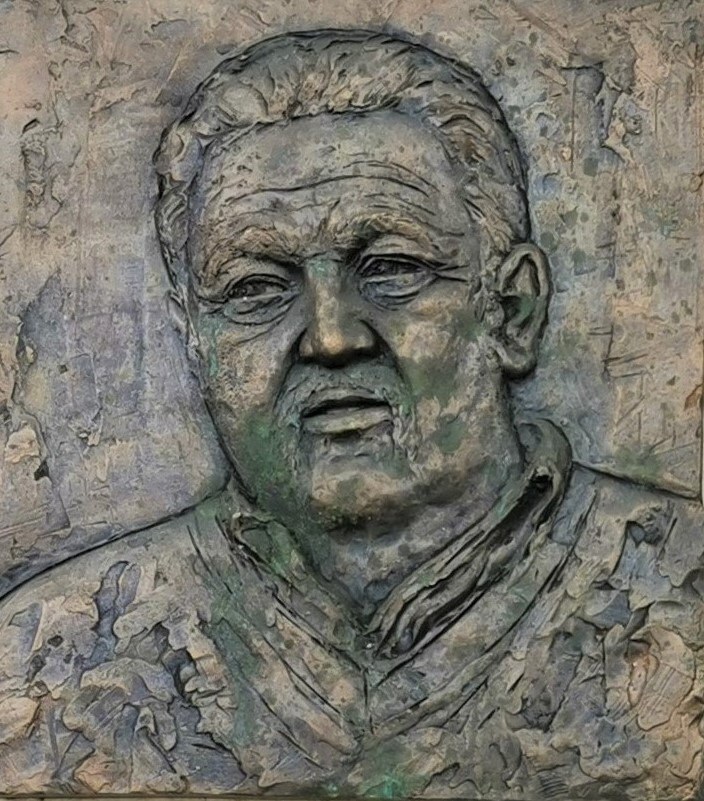
Puczi Béla emléktáblája

  - Megalakul az Eduard Heger vezette új szlovák kormány.[46]
  - Orbán Viktor miniszterelnök Mateusz Morawiecki lengyel miniszterelnökkel és Matteo Salvini volt olasz belügyminiszterrel, a Liga elnökével tárgyal Budapesten egy új jobboldali európai pártcsalád létrehozásáról.[47][48][49]
- április 4. – Parlamenti választás Bulgáriában, melyen a Bojko Boriszov vezette kormányzó jobboldali Polgárok Bulgária Európai Fejlődéséért (GERB) nevű párt nyer. (A megszerzett voksok több mint 26%-a azonban mindössze 70 mandátumra elegendő a 240 fős törvényhozásban. Mivel senkinek sem sikerült kormányt alakítania, július 11-ére új választást írtak ki.)[50][51]
- április 5. – Vlagyimir Putyin aláírja és ezzel életbe lépteti a választási törvény módosítását, amely a mandátumok számozásának újraindításával lehetővé teszi, hogy a jelenlegi lejárta után, 2024-től két újabb hatéves elnöki periódusért induljon.[52]
- április 8. – Puczi Béláról nevezik el a Nyugati Pályaudvar melletti teret.[53]
- április 11. – Elnökválasztás Csádban. (Az ellenzéki vezetők által bojkottált elnökválasztás győztese Idriss Déby elnök, aki a voksok 79%-át szerezte meg, míg fő kihívója, Albert Pahimi Padacké a voksok 10%-át kapta.)[54]
- április 15. – Megkezdődik a M5 metróvonal építése a talajvizsgálattal.[55]
- április 16–19. – A Kubai Kommunista Párt VIII. kongresszusán az általa diktált forgatókönyv szerint távozik az első titkári pozícióból a 89 éves Raúl Castro, aki 2011-ben vette át a posztot a betegeskedő – és öt évvel később elhunyt – bátyjától, Fideltől.[56] (Utódja Miguel Díaz-Canel államfő.)[57]
- április 17. – Fülöp edinburgh-i herceg temetése a Windsori kastélyban.[58]
- április 19. – Sikeres repülést végez a Marson a NASA – Perseverance Mars-járója fedélzetén érkezett – Mars-helikopter, az Ingenuity. (Ezzel ez az első ember alkotta eszköz, amely egy másik bolygón végzett repülést.)[59]
- április 20. – A csádi fegyveres lázadók Front a Változásért és Egyetértésért Csádban (FACT) nevű szervezetével vívott csata közben szerzett sebesüléseibe belehal a hatodik ciklusára készülő, 68 éves csádi elnök, Idriss Déby. A hatalmat 18 hónapra a hadsereg vezetőiből álló Nemzeti Átmeneti Tanács veszi át, az elhunyt államfő fiával, Mahamat Déby Itno (más néven Mahamat Kaka) tábornokkal az élen.[60]
- április 30. – A Magyar Posta 174 év után kivezeti portfóliójából a belföldi távirat és Posta-Világfax szolgáltatásokat. (Magyarországon az első táviratot 1847-ben Bécs és Pozsony között továbbították.)[61]

### Május
- május 10. – Az örmény parlament – a korábbi, május 3-i rendkívüli ülés után – másodszor sem erősíti meg Nikol Pasinján ügyvezető miniszterelnököt a kormányfői tisztségében, ezért – az alkotmány értelmében – feloszlatják a törvényhozást. (Az államfő, Armen Szargszján június 20-ára írja ki az előrehozott választást.)[62]
- május 21. – Ez év november 17-éig Magyarország tölti be az Európa Tanács Miniszteri Bizottságának elnöki tisztségét.
- május 23. – A fehérorosz hatóságok pokolgépes fenyegetésre hivatkozva minszki leszállásra kényszerítik a Ryanair Boeing 737-es, Athénból Vilniusba tartó gépét, majd a landolást követően letartóztatják a repülőn tartózkodó ellenzéki újságírót, a kormányzat által szélsőségesnek nyilvánított NEXTA Telegram-csatorna volt főszerkesztőjét, Raman Prataszevicset.[63] (Ukrajna, Lengyelország és Litvánia még aznap leállítja a légi forgalmat a szomszédos országgal, a brit kormány pedig felfüggeszti a Belavia fehérorosz légitársaság engedélyét az Egyesült Királyságban. A másnap esti EU-csúcson döntés születik, hogy fehérorosz gépek nem repülhetnek az unióba, az európai légitársaságokat pedig felkérik, kerüljék el Fehéroroszország légterét.)[64]
- május 24. – Kilenc hónappal a 2020. augusztusi puccs után Maliban – Assimi Goïta ezredes vezetésével – a hadsereg letartóztatja Bah N’Daou ideiglenes elnököt, Moctar Ouane miniszterelnököt és a védelmi minisztert, Souleymane Doucouré, akiket a Bamako melletti Kati település katonai bázisra szállítanak.[65][66] (Erre néhány órával azután került sor, hogy egy kormányátalakítás keretében a hadsereg két magas rangú tagját – Sadio Camara védelmi és Modibo Koné biztonsági minisztert – menesztették posztjáról. Két nappal később, május 26-án a megbuktatott ideiglenes elnök és a kormányfő lemondott.)[67][68][69]
- május 26. – Az államfő – saját kérésére, idő előtt[70] – június 1-jei hatállyal felmenti tisztségéből Korom Ferenc vezérezredest, a Magyar Honvédség parancsnokát.[71]
- május 30. – Parlamenti választás Ciprus görögök lakta részén, a Ciprusi Köztársaságban, melyen a szavazatok közel 28%-ával a jobbközép Demokrata Tömörülés végez az első helyen.[72] (A szélsőjobboldali Nemzeti Népfront (Elam) a korrupció miatti elégedetlenséget meglovagolva megduplázza a támogatottságát, 6,7%-ot szerezve a negyedik legerősebb párttá válik.)[73]

### Június
- június 1. – A Terrorelhárítási Központ (TEK) Kecskeméten elfogja, majd a Fővárosi Nyomozó Ügyészség gyanúsítottként kihallgatja, azt követően pedig őrizetbe veszi a – keresztény családból származó és az iszlám hitre áttért (radikalizálódott), értelmiségi családból származó – 21 éves egyetemistát, V. Kendét,[74] aki a megalapozott gyanú szerint, „Európa lakosságának megfélemlítését célzó terrorcselekmények elkövetésére készült Magyarország területén”.[75]
- június 3. – Ruszin-Szendi Romulusz vezérőrnagy, a Honvédelmi Minisztérium korábbi humánpolitikáért felelős helyettes államtitkára[76] kerül a Magyar Honvédség Parancsnoksága élére.[77] (Kinevezése idején a Magyar Honvédség legfiatalabb parancsnoka.)[78]
- június 6. – A Kereszténydemokrata Unió (CDU) nyeri a kelet-németországi Szász-Anhalt tartományban megrendezett törvényhozási (Landtag-) választást.[79] (Reiner Haseloff tartományi miniszterelnök pártja a szavazatok 37,1%-át szerezte meg. A tartományt ezidáig irányító koalíciós, CDU–SPD–Zöldek kormány felbomlik, mivel a Zöldek kiszálltak, de a kiugróan jól szereplő CDU még a 8,4%-ra zsugorodó szociáldemokratákkal még is többségbe kerül a magdeburgi parlamentben.)[80]
- június 9. – Salvador törvényes fizető eszközzé nyilvánítja a bitcoint (BTC)[81]
- június 10. – Gyűrűs napfogyatkozás Észak-Amerika északi része, Európa és Ázsia felett.
- június 13. – Naftáli Benet, az Új Jobboldal párt vezetője lesz Izrael miniszterelnöke, váltva – a 12 évnyi kormányzás után – Benjámín Netanjáhút.[82]
- június 15. – Az Országgyűlés elfogadja az úgynevezett „pedofil bűnelkövetőkkel szembeni szigorúbb fellépésről, valamint a gyermekek védelme érdekében egyes törvények módosításáról szóló” törvénycsomagot,[83] annak ellenére, hogy előzőnap a Kossuth téren több ezren tüntettek a kormány által beterjesztett javaslat ellen, amelybe a szavazás előtt több, a szexuális kisebbségek ellen irányuló módosítás is bekerült. (A törvény megtiltja a homoszexuális vagy a nemváltás témájának népszerűsítését a 18 év alattiak körében, továbbá az ilyen tartalmú reklámokat.),[84]
- június 16.
  - Vlagyimir Putyin orosz és Joe Biden amerikai elnök találkozója Genfben. (A két vezető nyilatkozatban állapodik meg a nukleáris biztonságról, melynek fő üzenete, hogy a két nagyhatalom folytatja az egyeztetéseket, hogy elkerüljék a kockázatokat, továbbá megállapodnak arról, hogy az amerikai és orosz nagykövetek visszatérnek állomáshelyeikre, a két külügyminisztérium pedig ismét felveszi a diplomáciai kapcsolatot.)[85]
  - Várhatóan másfél évre lezárják a Széchenyi lánchidat a híd rekonstrukciója miatt.[86]
- június 18. – Elnökválasztás Iránban,[87] melyen – a rekordalacsony részvétel mellett – a szavazatok csaknem 62%-ával Ebrahim Raiszi, a keményvonalasok jelöltje és az ajatollah, Ali Hámenei bizalmasa lett végzett az első helyen. (A választás nem volt teljesen demokratikus, mivel az Őrzők Tanácsa nevű főpapi testület eltiltott az indulástól minden olyan mérsékelt jelöltet, akinek esélye lehetett volna Raiszival szemben.)[88]
- június 19. – A szélsőjobboldali szabadságpárt (FPÖ) bécsújhelyi rendkívüli kongresszusa Herbert Kicklt, korábbi belügyminisztert választja a leköszönő pártelnök, Norbert Hofer helyére.[89]
- június 20. – Előrehozott parlamenti választást tartanak Örményországban,[62] melyen a Nikol Pasinján kormányfő vezette Polgári Szerződés nevű párt a szavazatok 54%-át szerzi meg, és ezzel 71 képviselői mandátumot szereznek meg a 107 fős törvényhozásban.[90]
- június 21.
  - Elveszti a személye elleni bizalmi szavazást a stockholmi parlamentben Stefan Löfven kormányfő, miután a Baloldali Párt megvonta külső támogatását a kormánykoalíciótól.[91] (A bizalmi válság azt követően robbant ki, hogy a Svéd Demokraták (SD) nevű radikális jobboldali párt bizalmatlansági indítványt nyújtott be (június 17.) a szociáldemokrata miniszterelnök vezette kabinet ellen, és a szélsőbalos párt a Riksdagban nem szavaz a parlamenti többséggel nem rendelkező kormánypártokkal, mivel nem volt hajlandó megszavazni a lakbérek korlátozásának feloldását.[92] Löfvennek később sikerült visszaszereznie a Baloldali Párt támogatását, és az újraszervezett kormánya júliusban mégiscsak folytathatta munkáját.)[93]
  - Parlamenti választás Etiópiában, melyet több ellenzéki párt bojkottált, a jelöltjeikkel szembeni elnyomásra hivatkozva.[94]
- június 24. – Az esti órákban tornádó csap le a dél-morvaországi Hrušky városára és környékére. (A Fudzsita-skála szerinti 3-as vagy 4-es erejű forgószél pusztításának öt halálos áldozata volt.)[95][96]

### Július
- július 1. – Szlovénia tölti be az Európai Unió Tanácsának soros elnöki tisztét.[97]
- július 3. – Donald Tusk átveszi a jobbközép Polgári Platform (PO) vezetését, visszatérve ezzel a lengyel politikai életbe.[98]
- július 7. – Haitin ismeretlen fegyveresek egy csoportja behatol az elnöki palotába és megölik Jovenel Moïse elnököt. (A világ vezetői élesen és határozottan elítélték a merényletet.)[99]
- július 11.
  - Megismételt parlamenti választás Bulgáriában.[51] (Az áprilisihoz hasonlóan sem Bojko Boriszov miniszterelnök pártja, sem pedig a vele szemben felsorakozó ellenzéki pártok nem kaptak kellő felhatalmazást a kormányzáshoz.)[100]
  - Előrehozott parlamenti választást tartanak Moldovában,[101] melyen a jobbközép Akció és Szolidaritás Párt 48%-ot szerez, míg a korábbi oroszbarát elnök, Igor Dodon vezette, kommunisták és szocialisták alkotta blokk (BECS) 31%-ot.[102]
- július 13–14. – A Bernd ciklonból rövid idő alatt lehulló nagy mennyiségű csapadék villámárvizeket okoz Belgium, Hollandia, Luxemburg, Németország és Svájc területén. (Az árvizeknek legalább 120 halálos áldozata volt.)[103]
- július 22–23. – 53. Kékszalag balatoni vitorlásverseny.[104]
- július 23. – Elkezdődik az egy évvel korábbról elhalasztott tokiói olimpia.
- július 25. – Kaisz Szaíd tunéziai államfő leváltja hivatalából Hicsem Mecsicsi miniszterelnököt és felfüggeszti a parlament működését, miután több városban erőszakos tüntetésekbe torkollott a gazdasági válság és a koronavírus-járvány okozta elégedetlenség.[105]
- július 30. – Maia Sandu moldovai államfő felkéri kormányalakításra Natalia Gavrilițat, miután az elnököt támogató Akció és Szolidaritás Párt (PAS) nyerte meg a július 11-ei előrehozott parlamenti választást.[106] (Az új kormány beiktatására augusztus 6-án került sor.)[107]

### Augusztus
- augusztus 1. – Hat hónappal azután, hogy a hadsereg átvette a hatalmat Mianmarban a polgári kormánytól, a junta katonai vezetője, Min Aung Hlaing tábornok kormányfőnek nevezi ki magát. (Televíziós beszédében kijelenti, hogy a szükségállapot továbbra is fennmarad, valamint, hogy az új választásokat 2023 augusztusában tartják.)[108]
- augusztus 2. – Armen Szargszján örmény államfő a – júniusi előrehozott választáson győztes – miniszterelnökként hivatalban lévő Nikol Pasinjánt bízza meg az új kormány megalakításával.[109][110]
- augusztus 7. – Engedélyezik a kis- és közepes vállalkozások működését Kubában.[111]
- augusztus 12. – Elnök- és parlamenti választást tartanak Zambiában. (Az elnökválasztás győztese Hakainde Hichilema ellenzéki vezető lett, míg a törvényhozásban ugyancsak az ellenzék került többségbe.)[112]
- augusztus 15. – Afganisztánban az amerikai csapatok kivonását követő offenzíva betetőzéseként a tálib fegyveresek harc nélkül bevonulnak Kabulba, az ország elnöke elmenekül.[113]
- augusztus 18. – Ünnepélyesen átadják a Budavári Palota újjáépített Szent István-termét. (Az 1902-ben elkészült terem – a déli összekötő szárny részeként – a második világháború során teljesen kiégett.)[114]
- augusztus 20. – Áder János köztársasági elnök a legmagasabb magyar állami kitüntetést, a Magyar Szent István-rendet adja át Lovász László matematikusnak és Vizi E. Szilveszter farmakológusnak, a Magyar Tudományos Akadémia korábbi elnökeinek.[115]
- augusztus 26. – Terrortámadás a Kabuli nemzetközi repülőtéren, legalább 182-en elhunytak a támadásban, amelyből legalább 13-an az amerikai hadsereg tagjai voltak.[116]
- augusztus 30. – Az amerikai katonák kivonulásával és a tálibok ismételt hatalomátvételével véget ért az afganisztáni háború.[117]

### Szeptember

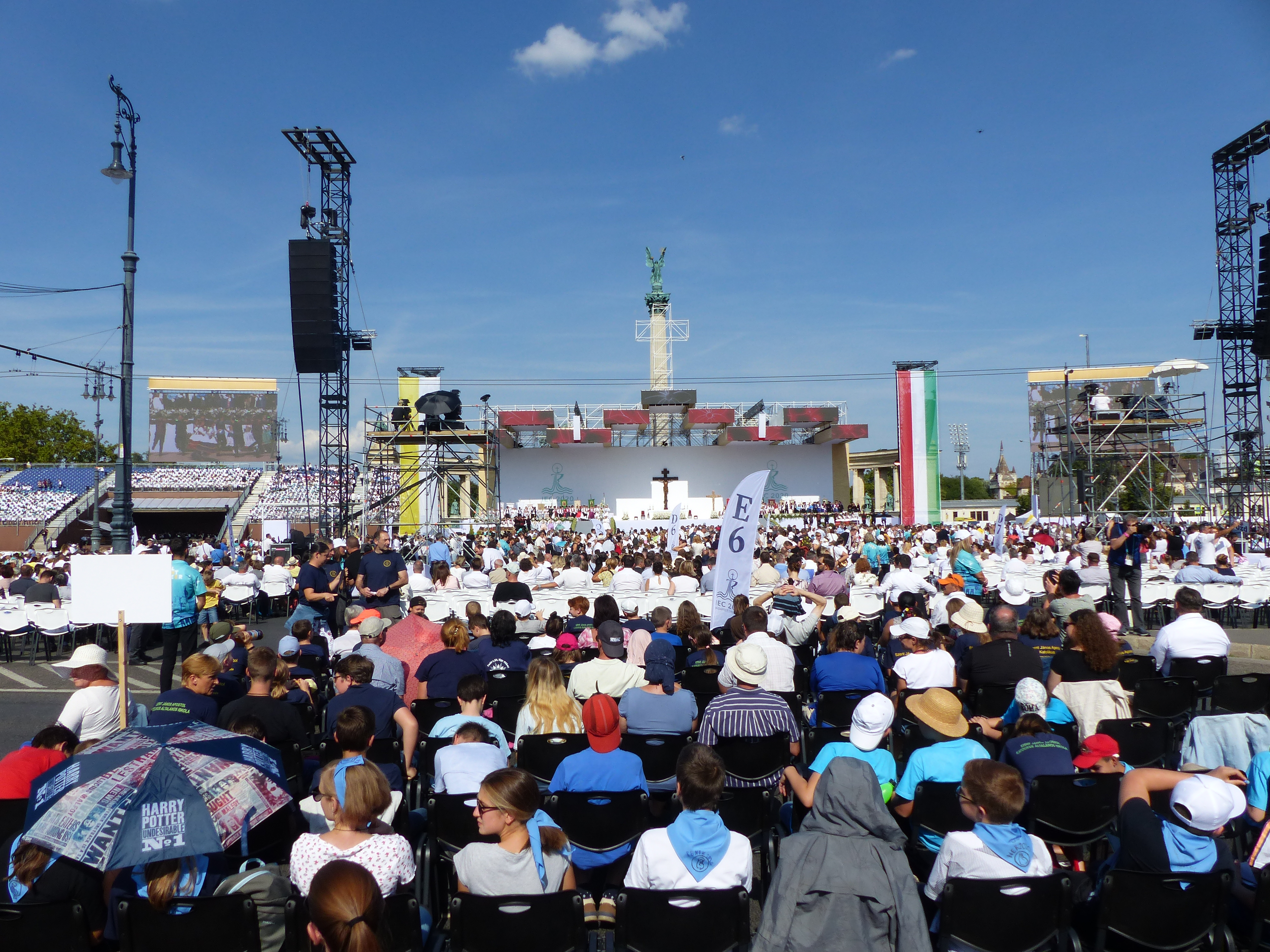
Az Eucharisztikus Kongresszus Nyitóünnepsége

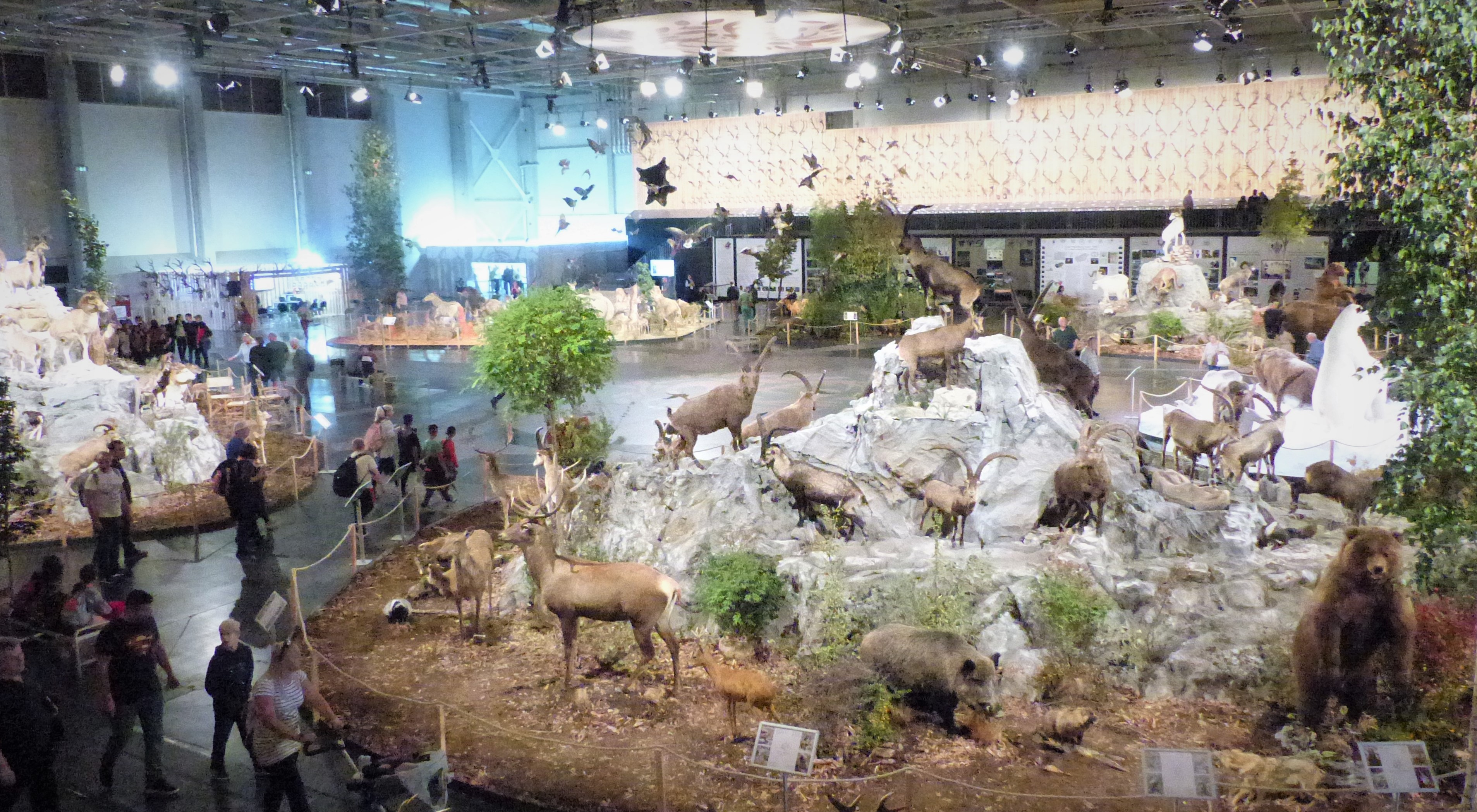
Vadászati Világkiállítás

- szeptember 3. – Fél évvel, 2022. március 7-ig ismét meghosszabbítja a magyar kormány – az először 2016-ban kihirdetett – migrációs válsághelyzetet.[118]
- szeptember 5. – Guineában a Mamady Doumbouya ezredes vezette Nemzeti Gyűlés és Fejlesztési Bizottság (CNRD) fegyveresei behatolnak a Conakry kormányzati negyedébe, és őrizetbe veszik a 83 éves Alpha Condé elnököt. (A puccsot követően eltörölték az alkotmányt, feloszlatták a parlamentet, leváltották a kormányt és lezárták az ország határait.)[119]
- szeptember 5–12. – Budapesten rendezik meg az 52. Nemzetközi Eucharisztikus Kongresszust.[120]
- szeptember 10. – Libanonban Nadzsíb Míkáti vezetésével megalakul az új kabinet, több mint egy évvel azután, hogy Hasszán Diáb korábbi miniszterelnök és kormánya benyújtotta lemondását a 2020. augusztus 4-én történt bejrúti robbanás után.[121]
- szeptember 12.
  - Ferenc pápa a Szépművészeti Múzeumban találkozik Áder János köztársasági elnökkel, Orbán Viktor miniszterelnökkel, valamint a püspöki kar tagjaival, ezt követően misét celebrál a Hősök terén, majd tovább utazik többnapos szlovákiai látogatására.[122][123]
  - Varsóban boldoggá avatják Stefan Wyszyński bíborost – aki 1948-tól 1981-es haláláig állt a lengyel katolikus egyház élén, és többször szembeszállt a kommunistákkal –, valamint Róza Maria Czacka nővért.[124]
- szeptember 12–15. – Ferenc pápa négynapos szlovákiai látogatása, melynek során Pozsonyban találkozik a szlovák állami vezetőkkel és az egyház tagjaival, illetve a zsidó közösséggel, Eperjesen bizánci liturgiát mutat be, ellátogat a kassai Luník IX városrész roma közösségéhez, kassai fiatalokkal találkozik a Lokomotiva stadionban, valamint a püspökökkel együtt imádkozik a sasvári nemzeti kegyhelyen, ahol misét celebrál.[125]
- szeptember 13. – Fölényes győzelmet aratnak a norvégiai parlamenti választáson a baloldali erők, így a nyolc éve kormányzó konzervatívok ellenzékbe kényszerülnek. (Erna Solberg kormányfő elismerte a vereséget, míg a Munkáspárt élén álló Jonas Gahr Støre pedig megkezdte a kormányalakítási tárgyalásokat.)[126]
- szeptember 17–19. – Oroszországi parlamenti választás,[127] melyen az Egységes Oroszország (JeR) ismét megszerzi a 450 alsóházi hely kétharmadát.[128]
- szeptember 18–28. – A 2021-es magyarországi ellenzéki előválasztás első fordulója Magyarországon.[129] (Az előválasztás első fordulójában Dobrev Klára végzett az első helyen 34,8%-kal, míg Karácsony Gergely csupán a második helyen végzett (27,3%). A leadott szavazatok 20,43%-ával Márki-Zay Péter harmadik, Jakab Péter 14,1%-kal negyedik, a momentumos Fekete-Győr András pedig 3,4%-kal ötödik lett.)[130]
- szeptember 19. – A SpaceX által indított Crew Dragon űrhajóval végrehajtották az első civil űrrepülést, melyen a négyfős személyzet (két férfi és két nő) egy három napos, az Inspiration4 nevű küldetésen vett részt.[131]
- szeptember 20. – Előrehozott parlamenti választás Kanadában.[132]
- szeptember 21. – Puccskísérlet Szudánban, melyet a hatóságok idejekorán felszámolnak. (A fegyveres erők egy csoportja megpróbált elfoglalni számos kormányzati létesítményt, azonban próbálkozásuk eredménytelen maradt. Többeket letartóztattak, köztük magas rangú katonatiszteket.)[133]
- szeptember 25. – Izlandi parlamenti választás[134]
- szeptember 25–október 14. – Magyarország rendezi meg a Vadászati Világkiállítást.[135]
- szeptember 26. – Parlamenti választás Németországban,[136] melyen a szociáldemokraták (SPD) végeznek az első helyen (25,7%), míg a másodiknak befutó keresztény uniópártok (CDU–CSU) 24,1%-ot szereznek a harmadik és negyedik helyen végző Zöldek (14,8%) és liberális szabaddemokraták (FDP) (11,5%) előtt.[137]

### Október
- október 1. – Megnyílik a Dubai Expo, az első világkiállítás, melyet a Közel-Keleten rendeznek meg.[138]
- október 4. – Japán történetének századik miniszterelnökévé választják Kisida Fumiót.[139]
- október 5. – Megbukik a Florin Cîțu vezette román kormány.[140]
- október 7. – A Momentum Mozgalom támogatásáról biztosítja Márki-Zay Pétert az ellenzéki előválasztás második fordulójában.[141]
- október 8. – Karácsony Gergely visszalép Márki-Zay Péter javára az ellenzéki előválasztás második fordulója előtt.[142]
- október 9.
  - Parlamenti választás Csehországban,[143] melyen 27,1%-os eredménnyel – a hárompárti jobbközép koalíció, a Spolu (Együtt) mögött – csak a második helyen végez az Andrej Babiš miniszterelnök által alapított ANO.[144]
  - Lemond Sebastian Kurz osztrák kancellár.[145]
- október 10. – Az ellenzéki előválasztáson elér gyenge eredmény miatt bizalmi szavazást kér maga ellen Fekete-Győr András, a Momentum elnöke, és a küldöttek csaknem 70%-kos többséggel megvonják tőle a bizalmat. (Orosz Anna alelnök ügyvezető elnökként – a következő tisztújításig – átveszi a párt vezetését.)[146]
- október 10–16. – A 2021-es magyarországi ellenzéki előválasztás második fordulója Magyarországon.[147]
- október 11.
  - Hivatalba lép Alexander Schallenberg osztrák kancellár.[148]
  - Klaus Johannis román államfő Dacian Cioloșt, a Mentsétek meg Romániát Szövetség (USR) elnökét kéri fel kormányalakításra,[149][150] azonban kudarcot vallott, amikor az október 20-ai parlamenti szavazáson nem kapta meg az USR-kormány beiktatásához szükséges szavazatot. (A 234 igen szavazatból mindössze 88-at kapott meg.)[151]
- október 17. – Márki-Zay Péter nyeri a 2021-es magyarországi ellenzéki előválasztást, így ő indulhat a 2022-es magyarországi országgyűlési választáson Orbán Viktor ellen a miniszterelnökségért.
- október 20. – A barbadosi parlament – a képviselőház és a szenátus együttes ülésén – a brit uralkodót képviselő főkormányzót, a 72 éves Sandra Masont választja a karibi ország első elnökévé.[152]
- október 21. – A román államelnök Nicolae Ciucăt kéri fel egy új kabinet megalakítására,[153][154] de mivel neki sem sikerült parlamenti többséget szerezni a Nemzeti Liberális Párt (PNL) és a Romániai Magyar Demokrata Szövetség (RMDSZ) által alakítandó kisebbségi kormány parlamenti jóváhagyásához, november 1-jén visszaadja kormányalakítási megbízását.[155]
- október 25. – Szudánban átveszi a hatalmat Abdel Fattah al-Burhan tábornok, a Szuverén Tanács elnöke – aki egyben a hadsereg főparancsnoka is – miután a katonák őrizetbe vették Abdalla Hamdok miniszterelnököt és a kormány több tagját.[156] (Al-Burhan szükségállapotot hirdetett, és feloszlatta a demokratikus átmenetet irányító polgári-katonai tanácsot, azzal az ígérettel, hogy 2023 júliusában választást tartanak.)[157]
- október 31.
  - Japán képviselőházi választás, melyet a kormányzó koalíció kényelmes többséggel nyer meg.[158]
  - Lemond kormányfői és pártelnöki tisztségéről a szociáldemokrata Zoran Zaev, miután pártja súlyos vereséget szenvedett az észak-makedóniai helyhatósági választáson.[159]

### November
- november 9. – Miloš Zeman cseh államfő kormányalakítási tárgyalásokkal bízza meg Petr Fialát, a Polgári Demokratikus Párt (ODS) elnökét.[160] (Kinevezésére november 28-án került sor.)[161]
- november 14. – A szeptemberben alapított, korrupcióellenes párt, a Kiril Petkov vezette Folytatjuk a Változást (PP) nyeri meg a – harmadjára is megrendezett – parlamenti választást Bulgáriában,[162] míg az elnökválasztás első fordulójában a hivatalban lévő elnök, Rumen Radev végez az első helyen.[163]
- november 15. – A magyar kormány egy rendeletben 480 forintos benzinársapkát határoz meg (a benzinárplafon egy évvel később, 2022. december 6-án szűnik meg).[164][165]
- november 21.
  - Donáth Annát, a Momentum európai parlamenti képviselőjét választják meg a párt elnökének.[166]
  - A hivatalban lévő államfő, Rumen Radev fölényesen nyeri a bolgár elnökválasztás második fordulóját. (A vokson kétharmadát sikerült megszereznie úgy, hogy a részvételi arány 34%-os volt.)[167]
  - A chilei elnökválasztás első fordulójában a szavazatok 28%-ával első helyen végez a jobboldali José Antonio Kast, míg a baloldali – egykori diákvezér – Gabriel Boric 26%-ot szerez.[168] (Mivel egyikük sem szerezte meg a szavazatok több mint felét, így december 19-én második fordulót tartanak.)[169]
- november 22. – Miután a román kormánypártok (a PNL és az RMDSZ), valamint az ellenzéki Szociáldemokrata Párt (PSD) között egyezség született a kormányprogramról, a kormány struktúrájáról és az együttműködési megállapodás szövegéről,[170] Klaus Johannis államfő ismét felkéri kormányalakításra Nicolae Ciucă ügyvivő védelmi minisztert.[171]
- november 25. – A román parlament – a szenátus és a képviselőház együttes ülésén – bizalmat szavaz a Nicolae Ciucă vezette koalíciós kormánynak,[172] melynek beiktatására még aznap sor kerül az elnöki palotában.[173]
- november 29. – Átadják a Szeged–Hódmezővásárhely tram-traint, ezzel újabb magyar városban, Hódmezővásárhelyen villamosüzem létesült.[174]
- november 30.
  - A függetlenségének 55. évfordulójára időzítve Barbadoson kikiáltják a köztársaságot, amely marad az 54 tagú Nemzetközösség része.[56] (Az egykori brit gyarmaton megszűnik névleges államfő lenni II. Erzsébet királynő, ugyanakkor felesketik Barbados első köztársasági elnökét, a 72 éves Sandra Masont, aki 2018 óta főkormányzóként képviselte az angol királynőt.)[175][176]
  - Hivatalba lép a szociáldemokrata párti Magdalena Andersson vezette új svéd egypárti kisebbségi kormány.[177] (November 29-én, néhány nappal lemondása után a parlament ismét megválasztja kormányfőnek, aki ezzel az első és a második nő lett a poszton. Első alkalommal november 24-én lett miniszterelnök, ám csak pár óráig volt hivatalban,[178] miután a Zöld Párt kilépett a kormánykoalícióból az ellenzék által benyújtott alternatív költségvetési tervezet elfogadása miatt.)[179]

### December
- december 2. – Lemond az – alig két hónappal korábban, október 11-én hivatalba lépő – osztrák kancellár, Alexander Schallenberg.[180]
- december 4. – Teljes napfogyatkozás az Antarktisz, Dél-Afrika és az Atlanti-óceán déli része felett.[181]
- december 6. – Hivatalba lép az új osztrák kancellár, a korábbi belügyminiszter, Karl Nehammer.[182]
- december 8. – Hivatalba lép Olaf Scholz német kancellár és kabinetje a Közlekedésilámpa-koalíció (SPD-FDP-Grünen).
- december 13. – Hivatalba lép Kiril Petkov és a kormánya.
- december 17. – Csehországban hivatalba lép a Petr Fiala vezette az új koalíciós kormány.[183]
- december 19. – A chilei elnökválasztás második fordulója,[168] mely a baloldal jelöltjének, a 35 éves Gabriel Boric győzelmével zárul.[184]
- december 21. – Orbán Viktor miniszterelnök karácsony előtti sajtótájékoztatóján bejelenti, hogy a Fidesz frakció Novák Katalin tárca nélküli minisztert jelöli a köztársasági elnöki posztra.[185][186]
- december 25. – A James Webb űrtávcső fellövése az Egyenlítőhöz közeli Francia Guyana Kourou városa melletti űrközpontból.[187]

### Határozatlan dátumú események
- március – A Fidesz – Magyar Polgári Szövetség (Fidesz) előbb a Európai Néppárt európai parlamenti frakciójából lép ki, majd nem sokkal később magából a Európai Néppártból is.[188]
- április közepe – A Covid19-pandémia halálos áldozatainak száma világszerte eléri a 3 milliót.[189]
- május – Hongkong felfüggeszti a Tajvanon lévő képviseleti irodája működését, a városállamban pedig megtagadják a tajvani misszión dolgozó nyolc ember munkavállalási engedélyének meghosszabbítását.[190]
- július eleje – Az utolsó amerikai és NATO-katona is elhagyja az afganisztáni Bagram légitámaszpontot, amely az USA közel két évtizedes háborújának központjaként szolgált.[191] (Az amerikaiak példáját követve a canberrai kormány is kivonta az ausztrál katonákat a közép-ázsiai országból.)[192]
- július vége – A Vatikánban megkezdődik a pápai állam történetének legnagyobb korrupciós tárgyalása, amelyen Angelo Becciu bíborost – aki egykoron a szentszéki államtitkárság második legbefolyásosabb embere volt – és kilenc társát azzal vádolják, hogy pénzügyi visszaéléseket követtek el, elsősorban egy 400 millió eurós londoni ingatlanügyben.[193]
- december – Az Afganisztánt irányító tálibok feloszlatják a 2006-ban életre hívott választási bizottságot és a választási panaszbizottságot, ugyanakkor megszüntetik a békeügyi és a parlamenti ügyekkel foglalkozó minisztériumokat is.[194]

## Az év témái

### Kiemelt témák és évfordulós emlékévek 2021-ben

#### Kiemelt témák
- Covid19-pandémia

#### Évszázados évfordulók
- január 1. – Suka Sándor Jászai Mari-díjas magyar színész születésének 100. évfordulója
- január 5. – Friedrich Dürrenmatt svájci író születésének 100. évfordulója
- január 9. – Keleti Ágnes magyar olimpiai bajnok tornász születésének 100. évfordulója
- január 10. – Erdélyi Zsuzsanna Kossuth-díjas magyar néprajztudós, folklorista születésének 100. évfordulója
- január 13. – Csákányi László Jászai Mari-díjas magyar színész születésének 100. évfordulója
- január 19. – Mészöly Miklós Kossuth-díjas magyar író születésének 100. évfordulója
- január 21. – Bárczy Kató magyar színésznő születésének 100. évfordulója
- január 27. – Donna Reed Oscar-díjas amerikai színésznő születésének 100. évfordulója
- január 31. – Mario Lanza amerikai operaénekes születésének 100. évfordulója
- február 1. – Tabányi Mihály magyar harmonikaművész születésének 100. évfordulója
- február 8. – Lana Turner amerikai színésznő születésének 100. évfordulója
- február 22. – Giulietta Masina olasz színésznő születésének 100. évfordulója
- március 8. – Romhányi József magyar író, költő, műfordító születésének 100. évfordulója
- március 25. – Simone Signoret Oscar-díjas francia színésznő születésének 100. évfordulója
- április 16. – Peter Ustinov kétszeres Oscar-díjas angol színész születésének 100. évfordulója
- május 5. – I. Napóleon francia császár, hadvezér halálának 200. évfordulója
- május 26. – Bárdy György Jászai Mari-díjas magyar színész születésének 100. évfordulója
- május 26. – Gedő Ilka festő, grafikus születésének 100. évfordulója
- június 2. – Karinthy Ferenc Kossuth-díjas magyar író születésének 100. évfordulója
- június 10. – Fülöp edinburgh-i herceg születésének 100. évfordulója
- július 26. – Molnár Tibor Kossuth-díjas és Jászai Mari-díjas magyar színész születésének 100. évfordulója
- július 31. – Bánki Zuszsa kétszeres Jászai Mari-díjas színésznő születésének 100. évfordulója
- augusztus 2. – Enrico Caruso olasz operaénekes (tenor) halálának 100. évfordulója
- augusztus 26. – Wekerle Sándor magyar miniszterelnök halálának 100. évfordulója
- szeptember 27. – Jancsó Miklós kétszeres Kossuth-díjas magyar filmrendező születésének 100. évfordulója
- október 13. – Yves Montand francia színész, énekes, előadóművész születésének 100. évfordulója
- november 3. – Charles Bronson amerikai színész születésének 100. évfordulója
- november 5. – Cziffra György (zongoraművész) magyar zongoraművész születésének 100. évfordulója
- november 11. – Fjodor Mihajlovics Dosztojevszkij orosz író születésének 200. évfordulója
- november 27. – Pilinszky János Kossuth-díjas költő születésének 100. évfordulója
- december 12. – Gustave Flaubert francia író születésének 200. évfordulója

### 2021 az irodalomban
- február 14. – 25. alkalommal adják át Budapesten a magyar alapítású nemzetközi irodalmi díjat, a Balassi Bálint-emlékkardot. (A jubileumi Balassi Bálint-emlékkarddal Kürti László költőt, és Ross Gillett ausztrál költőt, műfordítót tüntették ki.)[195]
- szeptember – 400 év után lefordítják magyarra Révay Péter koronaőr "De monarchia et Sacra Corona regni Hungariae centuriae septem" című könyvét.[196]

### 2021 az informatikában
- augusztus 17. – Utolsóként a Microsoft online hozzáférhető szoftvereinél is megszűnik az Internet Explorer böngésző támogatása, így annak a helyére végleg az Edge lép.[56]
- szeptember 16. – Budapesten felavatják a világ első Satoshi Nakamoto szobrát a Záhony utcában.[197]

### 2021 a sportban
- szeptember 24. – Dennis Hauger lesz a 2021-es FIA Formula–3 bajnokság győztese.[198]
- december 11. – Oscar Piastri lesz a 2021-es FIA Formula–2 szezon bajnoka.[199]
- december 12. – Max Verstappen lesz a 2021-es Formula–1 világbajnokság világbajnoka.[200]
- XXXII. Nyári Olimpiai Játékok, Tokió[201]
- XVI. Nyári Paralimpiai Játékok
- 2021-es atlétikai világbajnokság
- 2020–2021-es UEFA-bajnokok ligája
- 2020-as labdarúgó-Európa-bajnokság
- 2021-es Formula–1 világbajnokság
- 2021-es FIA Formula–2 szezon
- 2021-es FIA Formula–3 bajnokság
- 2021-es MotoGP-világbajnokság
- 2021-es Extreme E-bajnokság
- 2020–2021-es Formula–E világbajnokság
- 2021–2022-es UEFA Európa Konferencia Liga
- 2021–2022-es Európa-liga
- 2021-es túraautó-világkupa
- 2021-es DTM-szezon
- 2021-es WTA-szezon
- 2021-es WEC-szezon
- 2021-es Tour de France
- 2021-es TCR Európa-kupa
- 2021-es elektromos TCR-bajnokság
- 2021-es kamion-Európa-bajnokság
- 2021-es UEFA-szuperkupa
- 2021-es Australian Open
- 2021-es wimbledoni teniszbajnokság
- 2021-es Tour de Hongrie
- 2021–2022-es magyar labdarúgó-bajnokság (első osztály)
- 2021-es Copa América
- 2021-es US Open
- 2021-es Roland Garros
- 2021-es W Series szezon

### 2021 a televízióban
- január 3. – Az RTL Klub elindítja a Keresztanyu című magyar komédia sorozatát.
- január 4. – Elindul a TV2-n Az én lányom című török televíziós drámasorozat, melynek utolsó része május 14-én volt látható.
- január 4. – A Super TV2-n elindul A csodadoktor című török televíziós orvosi drámasorozat, melynek utolsó része szeptember 14-én volt látható.
- március 3. – Az RTL Klubon elindul a Nagy szám című magazinműsor.
- május 17. – A TV2-n elindul A nagykövet lánya című török televíziós drámasorozat. (Ez az 50. török sorozat, amelyet magyar szinkronnal is bemutattak.)
- július 17. – A Barátok közt című hosszú életű szappanopera megszűnése Magyarországon.
- augusztus 1. – Átnevezéssel megszűnik a VH1 Európában, így Magyarországon is, és MTV 00s-ként folytatja tovább működését.[202]
- október 9.–december 18. – Az év őszén indul az RTL Klubon az X-Faktor című énekes tehetségkutató show-műsor jubileumi, tizedik évada.[203]

### 2021 a vasúti közlekedésben
- április 18. – Toukhi vasúti baleset

### 2021 a zenében
- 63. Grammy-gála
- 2021-es Eurovíziós Dalfesztivál
- 2021-es Junior Eurovíziós Dalfesztivál
- Adele: 30
- Alicia Keys: Keys
- Duran Duran. Future Past
- Amanda Lear: Tuberose
- Billie Eilish: Happier Than Ever
- East 17: 24/7
- Bagossy Brothers Company: Fordul a világ
- Nelly: Heartland
- Coldplay: Music of the Spheres
- Chris Norman: Just a Man
- Maroon 5: Jordi
- Texas: Hi
- Justin Bieber: Justice
- Enrique Iglesias: Final (Vol. 1)
- Ed Sheeran: =
- Edda Művek: A hírvivő
- Halász Judit: A vitéz, a kalóz meg a nagymama
- Hooligans: Zártosztály
- Olivia Rodrigo: Sour
- Kanye West: Donda
- Karda Beáta: 50 év pályafutásának zenei válogatása
- Kelly Clarkson: When Christmas Comes Around...
- Kim Wilde: Pop Don't Stop: Greatest Hits
- The Veronicas: Godzilla / Human
- Sean Paul: Live n Livin
- Starset: Horizons
- Sting: The Bridge
- Snoop Dogg: From tha Streets 2 tha Suites
- Suzi Quatro: The Devil in Me
- Ricchi e Poveri: ReuniON
- Rúzsa Magdolna: Karma
- Westlife: Wild Dreams
- Zséda: Szívizomláz
- Tyler, the Creator: Call Me If You Get Lost
- Twice: Formula of Love: O+T=＜3 / Perfect World

### Halálozások 2021-ben
- január 5. – Bródy Vera Jászai Mari-díjas báb- és díszlettervező (* 1924)
- január 11. – William Edgar Thornton amerikai űrhajós (* 1929)
- január 13. – Vass Gábor színész, szinkronszínész (* 1956)
- január 17. – Sas József Jászai Mari-díjas magyar humorista, színész, érdemes és kiváló művész (* 1939)
- január 23. – Larry King amerikai műsorvezető, újságíró (* 1933)
- január 28. – Börcsök Enikő Jászai Mari-díjas magyar színésznő, érdemes és kiváló művész (* 1968)
- február 5. – Christopher Plummer Oscar-díjas kanadai színész (* 1929)
- február 7. – Farkas Árpád Kossuth-díjas erdélyi magyar író, költő, műfordító (* 1944)
- február 12. – Gyulai József Széchenyi-díjas fizikus, egyetemi tanár, az MTA rendes tagja (* 1933)
- február 13. – Jálics Ferenc jezsuita szerzetes, egyetemi tanár (* 1927)
- február 18. – Brunner Győző magyar dobos, a Metro, Taurus és Korál együttesek tagja (* 1943)
- február 19. – Merkl Ottó magyar entomológus, bogárkutató, muzeológus (* 1957)
- március 15. – Dinnyés József magyar zeneszerző, előadóművész, „daltulajdonos” (* 1948)
- március 16. – Gyulai Líviusz Kossuth-díjas magyar grafikusművész, a nemzet művésze (* 1937)
- március 17. – Szersén Gyula Jászai Mari-díjas színművész, szinkronszínész (* 1940)
- április 7. – Szomjas György Kossuth-díjas magyar filmrendező (* 1940)
- április 8. – Igaly Diána olimpiai bajnok magyar sportlövő (* 1965)
- április 9.
  - Fülöp edinburgh-i herceg (* 1921)
  - DMX amerikai rapper, színész (* 1970)
- április 16. – Törőcsik Mari háromszoros Kossuth-, kétszeres Jászai Mari- és Balázs Béla-díjas színművésznő, érdemes és kiváló művész, a nemzet színésze és a nemzet művésze (* 1935)
- április 24.
  - Monspart Sarolta magyar tájfutó világbajnok, a nemzet sportolója (* 1944)
  - Soproni József Kossuth-díjas magyar zeneszerző, pedagógus, a nemzet művésze (* 1930)
- április 28. – Michael Collins amerikai űrhajós (* 1930)
- május 3. – Gergely András magyar történész, a Magyar Tudományos Akadémia doktora (* 1946)
- május 14. – Balassa Sándor Kossuth-díjas magyar zeneszerző, a nemzet művésze (* 1935)
- május 18. – Charles Grodin amerikai színész (* 1935)
- május 20. – Puhl Sándor magyar nemzetközi labdarúgó-játékvezető, ellenőr, sportvezető, televíziós szakkommentátor (* 1955)
- május 29. – Jankovics Marcell Kossuth-díjas magyar rajzfilmrendező, grafikus könyvillusztrátor, író, politikus, a nemzet művésze (* 1941)
- június 1. – Amadé aostai herceg (* 1943)
- június 3. – Dornbach Alajos politikus, országgyűlési képviselő (1990–2002), az Országgyűlés alelnöke (1990–1994) (* 1936)
- június 13. – Ned Beatty amerikai színész (* 1937)
- július 5. – Richard Donner amerikai filmrendező, producer (* 1930)
- július 16. – Ráday Mihály Kossuth-díjas magyar filmoperatőr, rendező, tévés szerkesztő, városvédő (* 1942)
- július 26. – Joey Jordison a Slipknot volt dobosa, és a Murderdolls szólógitárosa (* 1975)
- augusztus 15. – Gerd Müller világ-, és Európa-bajnok német labdarúgó (* 1945)
- augusztus 17. – Hankiss Ágnes József Attila-díjas magyar pszichológus, író, politikus (* 1950)
- augusztus 19. – Sonny Chiba japán harcművész, színész (* 1939)
- augusztus 24. – Charlie Watts angol zenész, a The Rolling Stones dobosa (* 1941)
- augusztus 26. – Csíkszentmihályi Róbert Kossuth-díjas magyar érem- és szobrászművész, a nemzet művésze (* 1940)
- szeptember 6.
  - Jean-Paul Belmondo francia színész, producer (* 1933)
  - Vitányi Iván magyar szociológus, esztéta, politikus (* 1925)
- szeptember 8. – Kilián István Szabó Lőrinc-, Fraknói Vilmos-, Faludi Ferenc Alkotói Díjas magyar irodalomtörténész, muzeológus, lexikográfus (* 1933)
- szeptember 10. – Török Ferenc Kossuth-díjas magyar építész, egyetemi tanár, a nemzet művésze (* 1936)
- szeptember 14. – Póka Egon Máté Péter-díjas magyar basszusgitáros, zeneszerző (* 1953)
- október 17. – Kálmán C. György magyar egyetemi tanár, irodalomtörténész, kritikus, publicista, nyelvész (* 1954)
- október 18.
  - Colin Powell amerikai katonatiszt, külügyminiszter, a fegyveres erők vezérkari főnöke, nemzetbiztonsági főtanácsadó (* 1937)
  - Kornai János Széchenyi-díjas magyar közgazdász, egyetemi tanár (* 1928)
- október 20. – Csíkszentmihályi Mihály Széchenyi-díjas magyar-amerikai pszichológus (* 1934)
- október 22. – Venczel Vera Jászai Mari-díjas magyar színésznő, érdemes és kiváló művész (* 1946)
- október 29. – Oszter Sándor Kossuth- és Jászai Mari-díjas magyar színész, érdemes művész (* 1948)
- november 17. – Csanády János kétszeres József Attila-díjas költő, író (* 1932)
- november 19. – Schöpflin György történész, politológus, egyetemi tanár, az Európai Parlament képviselője (2004–2019) (* 1939)
- november 24. – Csűrös Karola magyar színésznő, érdemes művész (* 1936)
- november 26. – Stephen Sondheim amerikai zeneszerző, dalszövegíró (* 1930)
- november 30. – Ambrus Kyri magyar táncdalénekesnő, rádiós műsorvezető (* 1945)
- december 6. – Kóbor János Kossuth-díjas magyar énekes, Omega tagja (* 1943)
- december 11. – Gulyás János, Kossuth- és Balázs Béla-díjas magyar filmrendező, operatőr, érdemes művész, egyetemi tanár (* 1946)
- december 26. – Desmond Tutu Nobel-békedíjas dél-afrikai anglikán egyházi vezető, emberi jogi aktivista (* 1931)
- december 27. – Damu Roland magyar színész, szinkronszínész (* 1974)
- december 30. – Kalász Márton Kossuth- és kétszeres József Attila-díjas magyar író, költő, műfordító, a nemzet művésze (* 1934)
- december 31. – Betty White Emmy-díjas amerikai színésznő (* 1922)
- december 31. – Babicsek Bernát magyar színművész, harmonikaművész (* 1980)

## Nobel-díjak és Nobel-díjasok
| Fizikai                     | Syukuro Manabe, Klaus Hasselmann, Giorgio Parisi |
| Kémiai                      | Benjamin List, David MacMillan                   |
| Orvosi-élettani             | David Julius, Ardem Patapoutian                  |
| Irodalmi                    | Abdulrazak Gurnah                                |
| Béke                        | Maria Ressa, Dmitrij Muratov                     |
| Közgazdasági Nobel-emlékdíj | David Card, Joshua Angrist, Guido Imbens         |